# Monte Disgrazia
El Monte Disgrazia (3.678 m) es una de las cimas principales de la Valtellina central, de los Alpes Réticos occidentales y de todo el arco Alpino. Constituye la divisoria de aguas entre Valmalenco y Val Masino, y queda junto a otros importantes macizos de los Alpes centrales como el macizo de la Bernina y el Masino-Bregaglia.
El Disgrazia aparece decididamente imponente gracias a la relativa soledad de la propia cima, y a la cobertura glacial en lugar de ello desarrollado hasta hace pocos años. Las principales lenguas glaciares que descienden aún desde sus vertientes son la vedretta del Ventina, al noreste, el glaciar de Cassandra, al sudeste, el glaciar de Preda Rossa al sudoeste.
Geológicamente está constituido en gran parte por serpentina y esquisto de serpentina, alterads en la superficie. La arista principal dispuesta en dirección noroeste-sudeste, culmina en tres cimas principales, y se alcanza a través de los pasos de Mello y de Cassandra.

## Historia de las primeras ascensiones
La cima principal fue conquistada en el año 1862 por una cordada inglesa, formada por Leslie Stephen, E. S. Kennedy y Thomas Cox con el guía Melchior Anderegg. Los ingleses se enfrentaron a la ascensión del valle de Preda Rossa, por la bella cresta de Pioda, itinerario que constituye aún hoy la vía normal al Disgrazia. Otras numerosas vías de ascenso fueron abiertas en las décadas posteriores: en 1874 por la vedretta del Ventina, en 1882 por la nornoreste, en el 1897 por la canal sudoeste, en 1900 por la noreste, en 1901 por la arista sudoeste, en 1910 por la Arista de los Ingleses, en 1934 por la norte. Uno de los itinerarios más fascinantes es aquella de la "Corda Molla", a lo largo de la cresta nornoreste, abierto por B. De Ferrari y I. Dell'Andrino en 1914.
Según la SOIUSA, el Monte Disgrazia pertenece a:
- Gran parte: Alpes orientales
- Gran sector: Alpes centrales del este
- Sección: Alpes Réticos occidentales
- Subsección: Alpes del Bernina
- Supergrupo: Montes de la Val Bregaglia
- Grupo: Grupo del Disgrazia
- Subgrupo: Subgrupo del Disgrazia
- Código: II/A-15.III-B.4.a